# ليفان تسكيتيشفيلي
ليفان تسكيتيشفيلي (10 أكتوبر 1976 بتبليسي في جورجيا - ) هو لاعب كرة قدم جورجي في مركز الوسط. شارك مع منتخب جورجيا لكرة القدم. أما مع النوادي، فقد لعب مع فيهين فيسبادن وميتالورغ دونيتسك ونادي بانيونيوس ونادي دينامو تبليسي ونادي فرايبورغ ونادي فولفسبورغ ولوكوموتيف تبيليسي ‏.

## مسيرته الكروية
لعب ليفان تسكيتيشفيلي خلال مسيرته الاحترافية مع 7 أندية في تسعة عشر موسمًا وسجل خلالها 50 هدف ضمن 323 مباراة. حيث فاز في أربعة مواسم بالكأس وفي ستة مواسم بالدوري.
خاض ليفان تسكيتيشفيلي مسيرته مع نادي دينامو تبليسي في موسم 1993–94 ليلعب معه ستة مواسم، مشاركًا في 120 مباراة سجل خلالها 32 هدفًا. ثم انتقل إلى نادي فرايبورغ في موسم 1998–99 ليلعب معه سبعة مواسم، حيث شارك في 142 مباراة سجل خلالها 9 أهداف. لينتقل بعدها إلى نادي فولفسبورغ في موسم 2005–06 لمدة موسم واحد، مشاركًا في 15 مباراة ولم يسجل أي هدف. ثم انتقل إلى نادي بانيونيوس في موسم 2006–07 لمدة موسم واحد، مشاركًا في 20 مباراة سجل خلالها هدفين. هذا وانتقل لاحقًا إلى لوكوموتيف تبيليسي ‏ في موسم 2007–08 ولمدة موسمين، مشاركًا في 20 مباراة سجل خلالها 7 أهداف. ثم انتقل بعدها إلى نادي فيهين فيسبادن في موسم 2008–09 لمدة موسم واحد، مشاركًا في 3 مباريات ولم يسجل أي هدف.

## وصلات خارجية
- ليفان تسكيتيشفيلي على موقع الاتحاد الدولي (مؤرشف)  (الإنجليزية)
- ليفان تسكيتيشفيلي على موقع اتحاد أوكرانيا (الإنجليزية)
- ليفان تسكيتيشفيلي على موقع قاعدة بيانات كرة القدم.إي يو (الإنجليزية)
- ليفان تسكيتيشفيلي على موقع ناشيونال فوتبول تيمز (الإنجليزية)
- ليفان تسكيتيشفيلي على موقع Soccerway.com (الإنجليزية)